# Trevor Bull
Trevor Geoffrey Bull (28 de dezembro de 1944 — 4 de abril de 2009) foi um ciclista britânico que competiu na prova de perseguição por equipes nos Jogos Olímpicos de Tóquio 1964.